# Etui

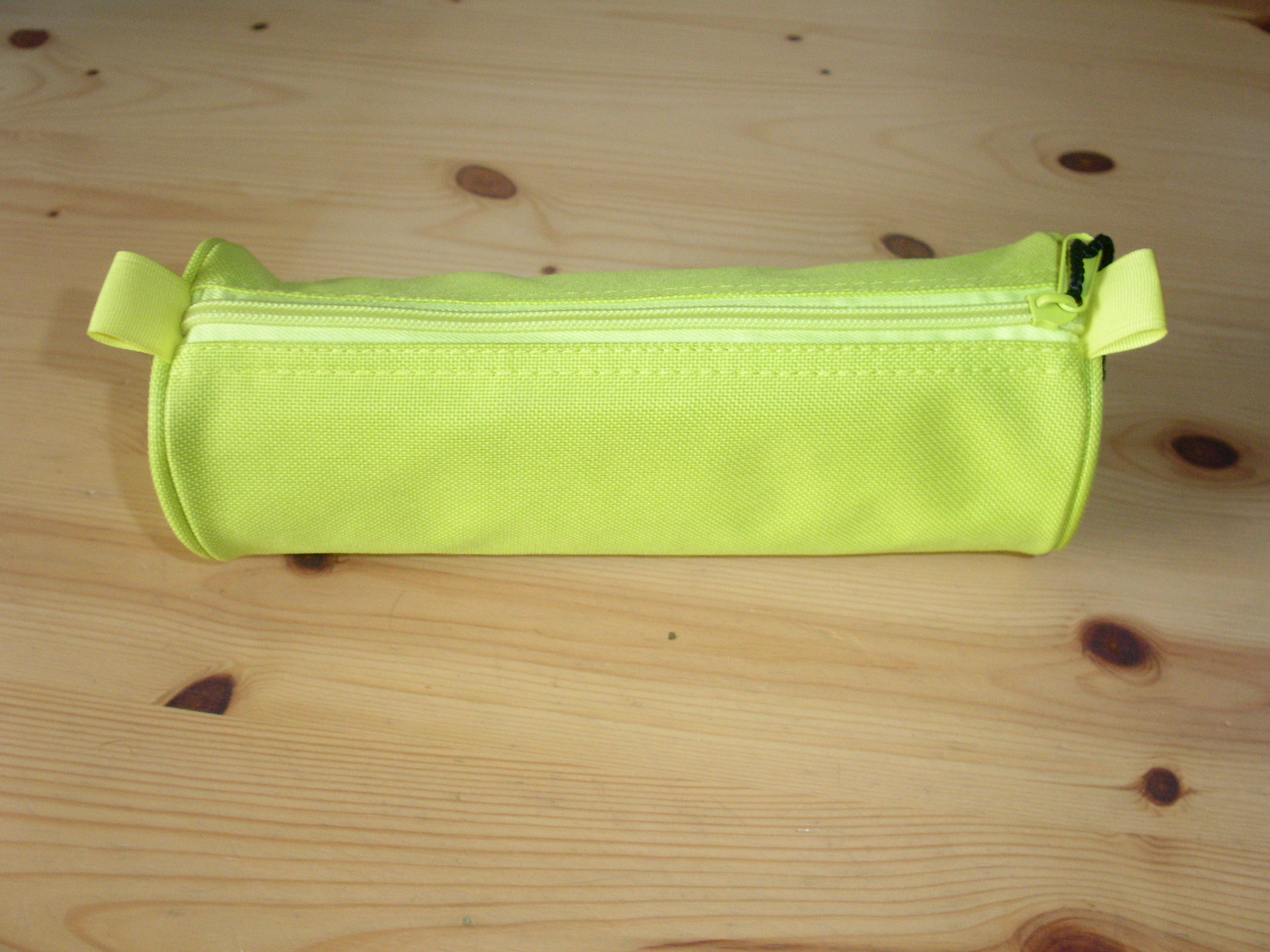
Een groene etui

Een etui is een klein tasje waarin bijvoorbeeld schrijfgerei, tekenmateriaal of rookgerei zit.

## Materiaal
Etuis werden oorspronkelijk van stof, katoen of leer vervaardigd, maar zijn tegenwoordig in allerlei materialen verkrijgbaar. Het etui is voorzien van een afsluitmechanisme, bijvoorbeeld een rits. Het heeft een handzaam formaat en is eenvoudig mee te nemen. Etuis zijn beschikbaar in verschillende kleuren en worden soms ook van plaatjes voorzien.

## Woordherkomst
- Etui is een leenwoord uit het Frans (étui). De Nederlandse vertaling van het Franse woord is koker.

## Pennenzak (België)
In Nederlandstalig België wordt vaak het begrip pennenzak gebruikt i.p.v. etui.